# Elecciones provinciales de Santa Cruz de 1995
Las elecciones generales de la provincia de Santa Cruz de 1995 se llevaron a cabo el 14 de mayo. Además de los cargos ejecutivos, se eligieron 3 senadores nacionales, 2 diputados nacionales, 12 diputados provinciales, 14 intendentes municipales y 72 concejales, en 480 mesas.
En estas elecciones, el gobernador Néstor Kirchner fue reelegido para un segundo mandato.

## Resultados

### Gobernador y vicegobernador
| Lema                                       | Lema                                          | Sublema                              | Fórmula               | Fórmula               | Sublema               | Sublema               | Lema   | Lema  |
| Lema                                       | Lema                                          | Sublema                              | Gobernador            | Vicegobernador        | Votos                 | %                     | Votos  | %     |
| ------------------------------------------ | --------------------------------------------- | ------------------------------------ | --------------------- | --------------------- | --------------------- | --------------------- | ------ | ----- |
|                                            | Partido Justicialista                         | Frente para la Victoria Santacruceña | Néstor Kirchner       | Eduardo Arnold        | —                     | —                     | 46.584 | 66,37 |
|                                            | Encuentro Santacruceño                        | Unión Cívica Radical                 | Ricardo Patterson     | Rafael Flores         | 12.249                | 54,04                 | 22.666 | 32,29 |
| Política Abierta para la Integridad Social | Encuentro Santacruceño                        | Rafael Flores                        | Ricardo Patterson     | 10.027                | 44,24                 |                       | 22.666 | 32,29 |
| Movimiento Unidad Santacruceña             | Encuentro Santacruceño                        |                                      |                       | 390                   | 1,72                  |                       | 22.666 | 32,29 |
|                                            | Partido Obrero                                | Frente Unidad Trabajadora-Obrero     | Miguel del Plá        |                       | —                     | —                     | 531    | 0,76  |
|                                            | Movimiento por la Dignidad y la Independencia | —                                    |                       |                       | —                     | —                     | 411    | 0,59  |
| Votos positivos                            | Votos positivos                               | Votos positivos                      | Votos positivos       | Votos positivos       | Votos positivos       | Votos positivos       | 70.192 | 93,41 |
| Votos en blanco                            | Votos en blanco                               | Votos en blanco                      | Votos en blanco       | Votos en blanco       | Votos en blanco       | Votos en blanco       | 4.489  | 5,97  |
| Votos anulados                             | Votos anulados                                | Votos anulados                       | Votos anulados        | Votos anulados        | Votos anulados        | Votos anulados        | 459    | 0,61  |
| Participación                              | Participación                                 | Participación                        | Participación         | Participación         | Participación         | Participación         | 75.140 | 81,00 |
| Electores registrados                      | Electores registrados                         | Electores registrados                | Electores registrados | Electores registrados | Electores registrados | Electores registrados | 92.764 | 100   |
| Fuente:                                    |                                               |                                      |                       |                       |                       |                       |        |       |

### Cámara de Diputados
| ← 1993 · Cámara de Diputados · 1997 →      | ← 1993 · Cámara de Diputados · 1997 →         | ← 1993 · Cámara de Diputados · 1997 → | ← 1993 · Cámara de Diputados · 1997 → | ← 1993 · Cámara de Diputados · 1997 → | ← 1993 · Cámara de Diputados · 1997 → | ← 1993 · Cámara de Diputados · 1997 → | ← 1993 · Cámara de Diputados · 1997 → | ← 1993 · Cámara de Diputados · 1997 → |
| Lema                                       | Lema                                          | Sublema                               | Sublema                               | Sublema                               | Sublema                               | Lema                                  | Lema                                  | Lema                                  |
| Lema                                       | Lema                                          | Sublema                               | Votos                                 | %                                     | Bancas                                | Votos                                 | %                                     | Bancas                                |
| ------------------------------------------ | --------------------------------------------- | ------------------------------------- | ------------------------------------- | ------------------------------------- | ------------------------------------- | ------------------------------------- | ------------------------------------- | ------------------------------------- |
|                                            | Partido Justicialista                         | Frente para la Victoria Santacruceña  | —                                     | —                                     | —                                     | 35.904                                | 56,90                                 | 7/12                                  |
|                                            | Encuentro Santacruceño                        | Proyecto 95                           | 5.027                                 | 19,80                                 | 2/12                                  | 25.395                                | 40,25                                 | 5/12                                  |
| Política Abierta para la Integridad Social | Encuentro Santacruceño                        | 5.025                                 | 19,79                                 | 1/12                                  |                                       | 25.395                                | 40,25                                 | 5/12                                  |
| Roja y Blanca                              | Encuentro Santacruceño                        | 4.289                                 | 16,89                                 | 1/12                                  |                                       | 25.395                                | 40,25                                 | 5/12                                  |
| Alternativa Popular                        | Encuentro Santacruceño                        | 3.117                                 | 12,27                                 | 1/12                                  |                                       | 25.395                                | 40,25                                 | 5/12                                  |
| Movimiento Unidad Santacruceña             | Encuentro Santacruceño                        | 2.473                                 | 9,74                                  | —                                     |                                       | 25.395                                | 40,25                                 | 5/12                                  |
| Por Santa Cruz                             | Encuentro Santacruceño                        | 2.367                                 | 9,32                                  | —                                     |                                       | 25.395                                | 40,25                                 | 5/12                                  |
| Frente Grande                              | Encuentro Santacruceño                        | 2.260                                 | 8,90                                  | —                                     |                                       | 25.395                                | 40,25                                 | 5/12                                  |
| Integra                                    | Encuentro Santacruceño                        | 837                                   | 3,30                                  | —                                     |                                       | 25.395                                | 40,25                                 | 5/12                                  |
|                                            | Frente Unidad Trabajadora-Obrero              | —                                     | —                                     | —                                     | —                                     | 1.232                                 | 1,95                                  |                                       |
|                                            | Movimiento por la Dignidad y la Independencia | —                                     | —                                     | —                                     | —                                     | 564                                   | 0,89                                  |                                       |
| Votos positivos                            | Votos positivos                               | Votos positivos                       | Votos positivos                       | Votos positivos                       | Votos positivos                       | 63.095                                | 83,97                                 |                                       |
| Votos en blanco                            | Votos en blanco                               | Votos en blanco                       | Votos en blanco                       | Votos en blanco                       | Votos en blanco                       | 11.533                                | 15,35                                 |                                       |
| Votos anulados                             | Votos anulados                                | Votos anulados                        | Votos anulados                        | Votos anulados                        | Votos anulados                        | 512                                   | 0,68                                  |                                       |
| Participación                              | Participación                                 | Participación                         | Participación                         | Participación                         | Participación                         | 75.140                                | 81,00                                 |                                       |
| Electores registrados                      | Electores registrados                         | Electores registrados                 | Electores registrados                 | Electores registrados                 | Electores registrados                 | 92.764                                | 100                                   |                                       |
| Fuente:                                    |                                               |                                       |                                       |                                       |                                       |                                       |                                       |                                       |